# Ты умеешь хранить секреты? (фильм)
«Ты умеешь хранить секреты?» (англ. Can You Keep a Secret?) — американская романтическая комедия 2019 года, снятая на основе одноимённого романа-бестселлера Софи Кинселлы. Главные роли в картине исполнили Александра Даддарио и Тайлер Хэклин.
Премьера фильма в США состоялась 13 сентября, в России фильм вышел в прокат 3 октября.
Слоган картины - «Возможна ли правда между мужчиной и женщиной?»

## Сюжет
У каждой девушки есть секреты, которыми она ни с кем не поделится, кроме, разве что, симпатичного незнакомца в самолёте. Но мир так тесен, и что делать, если этот красавец вдруг окажется вашим новым начальником? Милые дамы, не забывайте – все, что вы расскажете мужчине, однажды может обернуться против вас…

## Актёрский состав
- Александра Даддарио — Эмма
- Тайлер Хэклин — Джек
- Кимико Гленн — Джемма
- Джуда Фридландер — Мик
- Лаверна Кокс — Сибил
- Сунита Мани — Лисси
- Кейт Кастонгуэй — Эртемис

## Релиз
Локализованная версия трейлера фильма появилась в сети 23 августа. 
Фильм вышел в прокат в США 13 сентября 2019 года, в России - 3 октября.